# Aéroport international Jean-Lesage de Québec
Pour les articles homonymes, voir Jean Lesage (homonymie).
 (novembre 2024).
Si vous disposez d'ouvrages ou d'articles de référence ou si vous connaissez des sites web de qualité traitant du thème abordé ici, merci de compléter l'article en donnant les références utiles à sa vérifiabilité et en les liant à la section « Notes et références ».
L'aéroport international Jean-Lesage (code IATA : YQB • code OACI : CYQB) est un aéroport international canadien situé au nord-ouest de la ville de Québec, dans l'arrondissement de Sainte-Foy–Sillery–Cap-Rouge, à 18 km du centre-ville. Il est nommé en l'honneur de Jean Lesage, Premier ministre du Québec de 1960 à 1966 et principal acteur de la Révolution tranquille. 
Porte d'entrée de la capitale nationale du Québec sur le monde, l'aéroport international Jean-Lesage est le deuxième aéroport en importance au Québec, après l'aéroport Pierre-Elliott-Trudeau de Montréal, ainsi que le douzième en importance au Canada pour le nombre de passagers. Il se classe en quatorzième position en importance au pays pour le nombre de mouvements aériens. Il est relié à deux parcours d'autobus du Réseau de transport de la Capitale (RTC).

## Localisation
YQB est situé à 12,9 kilomètres à vol d'oiseau à l'ouest du centre-ville de Québec, dans la couronne nord-ouest de la ville. Il est aussi situé à 8,9 kilomètres à vol d'oiseau du pont Pierre-Laporte. Il est à une altitude de 70 mètres, et est situé aux coordonnées 46°47' nord et -72°22' ouest. À 250 kilomètres de Montréal, 121 kilomètres de Trois-Rivières, 219 kilomètres de Saguenay et 206 kilomètres de Rivière-du-Loup, l'aéroport international de Québec est le deuxième principal aéroport sur le territoire du Québec, desservant l'ensemble de l'est de la province.

### Carte des aéroports du Réseau National du Canada
| \| 300 km1:20 691 000 \| Calgary Charlottetown Edmonton Fredericton Gander Moncton Halifax Iqaluit Kelowna London Montréal–Mirabel Montréal–Trudeau Ottawa Prince George Québec Regina Saint-Jean Saskatoon Saint-Jean de T.-N. Thunder Bay Toronto Pearson Vancouver Victoria Whitehorse Winnipeg Yellowknife |
| 300 km1:20 691 000 |

### Accès routier
L'aéroport international Jean Lesage de Québec est accessible par la sortie 305-N de l'autoroute 40, dans le secteur de l'ouest de Sainte-Foy (à la jonction avec la 540), ou par l'autoroute 540 nord depuis le centre de Québec, la Grande Allée, et le pont Pierre-Laporte. De plus, la route de l'aéroport permet un accès direct pour les citoyens de Val-Bélair.
Accès en transport en commun
Deux parcours d'autobus du Réseau de transport de la Capitale relient l'aéroport aux différents quartiers de la ville. Le parcours 76 lie l'aéroport à Sainte-Foy en desservant L'Ancienne-Lorette, la gare d'autobus de Sainte-Foy, les hôtels du boulevard Laurier ainsi que la gare de train de Sainte-Foy à son terminus. Une correspondance est possible avec les parcours 11, 800 et 801 vers le Vieux-Québec à la station tempérée Jules-Dallaire. Il circule de 5h à 23h sept jours sur sept avec une fréquence de 30 minutes. Le parcours 80 relie l'aéroport à la Place Jacques-Cartier dans le quartier Saint-Roch. Il dessert L'Ancienne-Lorette ainsi que les quartiers Duberger-Les Saules, Vanier et Saint-Sauveur. Une correspondance est possible vers le Vieux-Québec à son terminus avec le parcours 801. Il circule de 6h à 23h sept jours sur sept avec une fréquence de 30 minutes.

## Gestion
Aéroport de Québec inc. (AQi) est la corporation privée responsable, depuis le 1er novembre 2000, de la gestion, de l’exploitation, de l’entretien et du développement de YQB. L'aéroport est sous l'autorité des différents corps de sécurité aérienne du Canada, dont l'Agence des services frontaliers du Canada, l'Administration canadienne de la sûreté du transport aérien, l'Agence canadienne d'inspection des aliments, Immigration Canada, Nav Canada et Transports Canada.

## Historique
L'aéroport est exploité par une société civile depuis 1941. Actuellement[Quand ?], il génère des retombées économiques évaluées à plus de 120 millions de dollars canadiens (CAD), regroupe plus de 80 entreprises et est à l'origine de 2 000 emplois directs et indirects.

### De terrain d'aviation à aérodrome

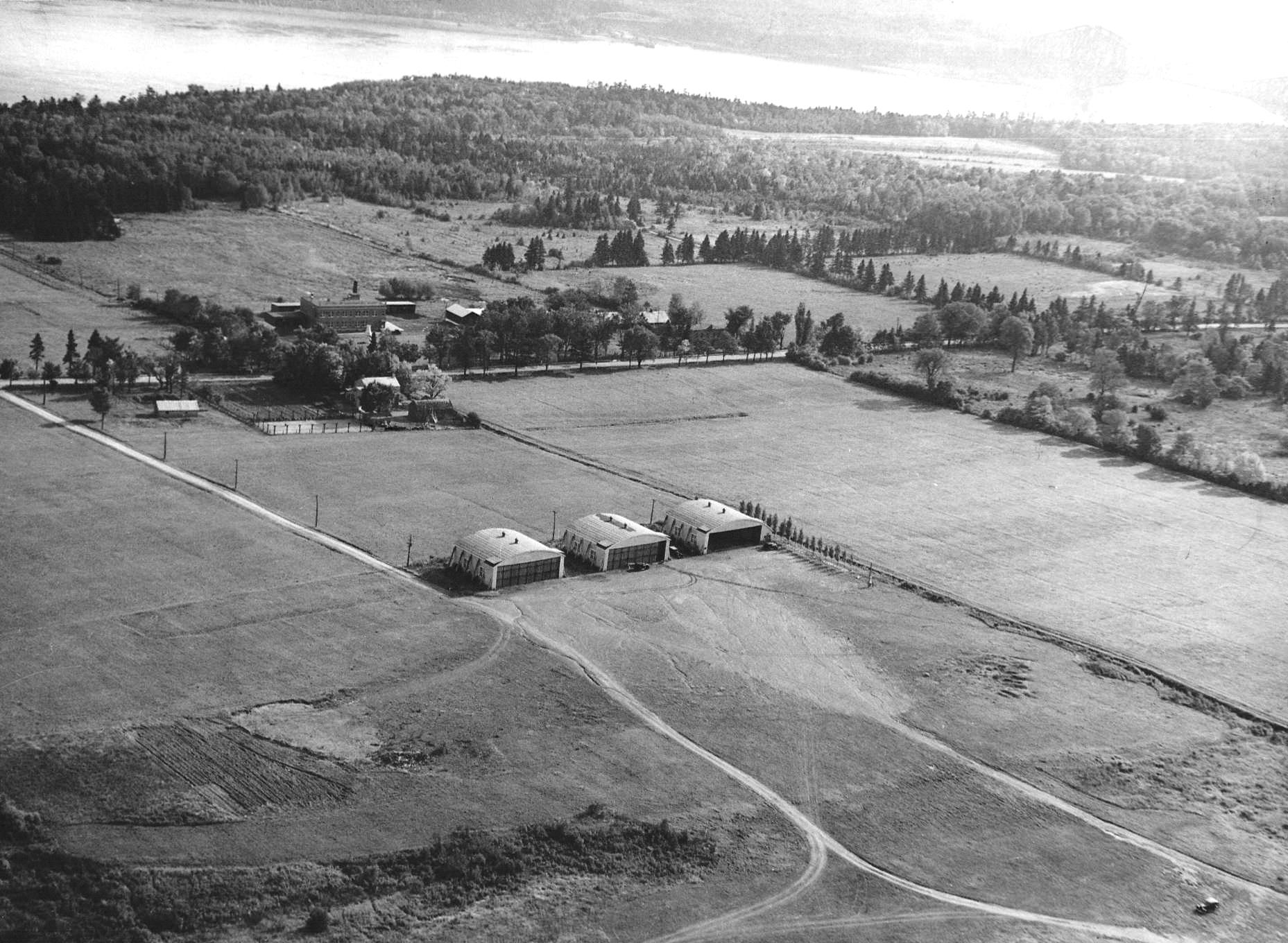
Hangars du Bois-Gomin, 1937

Dès 1929, un petit terrain d'aviation avait été établi à Québec sur le site actuel du Centre hospitalier de l'Université Laval dans l’arrondissement de Sainte-Foy–Sillery–Cap-Rouge, pour l'exploitation d'un service de transport postal par la voie des airs en hiver, de Montréal à Rimouski, le long du fleuve Saint-Laurent. De 1929 jusqu’en 1938, il n’existe à Québec qu’un petit aérodrome nommé Saint-Louis, établi par une compagnie ayant pour mandat l’exploitation du service de transport du courrier par avion. En 1936, il est presque abandonné mais, en 1939, le terrain d'aviation, qui deviendra l'Aéroport international de Québec, est créé afin de former des observateurs aériens pour le Corps d'aviation royale Canadien et la 8e infanterie d'Observation aérienne alors que la Seconde Guerre mondiale éclate.

### Premiers vols commerciaux
Le premier vol commercial à y être effectué a lieu le 11 septembre 1941. Dès lors, les installations aéroportuaires sont nettement améliorées en 1943 par l’installation de manœuvres de signalisation aérienne telles que des feux de piste, des voies de circulation et d’approche et un radiophare. Toutes les installations aéroportuaires auraient pu être abandonnées, mais la compagnie Canadian Pacific Airlines s’en servit durant les années d’après-guerre pour relier la vieille capitale aux villes de Montréal, Mont-Joli et Sept-Îles.
En 1945, à la fin de la guerre, l'aéroport passe des mains de la Défense nationale au ministère des Transports du Canada et devient une installation civile. Dans les années qui suivent, on enregistre une croissance graduelle de l’aviation civile à l’aéroport de Québec.

### Un véritable aéroport
En 1955, on commence la construction de la première aérogare moderne ainsi que des rampes et aires de chargement. L'aéroport dispose alors d’une tour de contrôle, de services météorologiques et de services de télécommunications. Vers décembre 1957, Transcanada Airlines et Québecair effectuent leurs premiers vols civils. 
En 1959, un système d’atterrissage aux instruments et des feux d’approche à forte intensité sont installés et on y construit un système de radar et de surveillance aérienne. Le début du service par avion à réaction débute en 1964 et connaît une croissance fulgurante. De cette époque jusqu'à la fin des années 1970, de nombreux nouveaux équipements lui permettent de devenir un aéroport moderne et d'accueillir ses premiers vols transatlantiques en 1976. Les premiers vols d’affrètement directs à destination de pointe situés en Europe voient le jour.
La piste principale 06/24 atteint sa longueur actuelle de 9 000 pieds en 1979. En 1981, une nouvelle route d’accès (route d'entrée principale) menant directement au cœur de l’aéroport de Québec est construite. La piste 12/30 est aussi prolongée à 6 000 pieds. 

### De nos jours

#### Vols internationaux et modernisation
Située aux confins d'axes routiers majeurs et bénéficiant d'un trafic aérien en hausse constante, l'aéroport reçoit le statut d'Aéroport international le 23 juin 1993, et est renommé Aéroport international Jean-Lesage (AIJL) en l'honneur du 19e Premier ministre du Québec Jean Lesage. L'aéroport se dote alors d’une nouvelle zone internationale plus vaste et plus fonctionnelle à l’automne 1996, et fait prolonger la voie de circulation INDIA dans la zone d'aviation générale. 
En 1997, l'aéroport inaugure sa nouvelle tour de contrôle et son complexe Aviation de Nav Canada. Le 1er novembre 2000, la gestion des installations passe du ministère des Transports du Canada à une entreprise à but non lucratif formée d'intervenants originaires de la région, Aéroport de Québec inc. pour une période de 60 ans et selon les termes d'un bail foncier. La corporation de personnalités du monde des affaires et d'investisseurs privés projette un ambitieux projet de revitalisation et d'agrandissement de ses installations aéroportuaires afin d'accroître encore davantage la capacité maximale de passagers au sol. Une extension de l'unique terminal ouvre en 2018.

#### Fréquentation en hausse

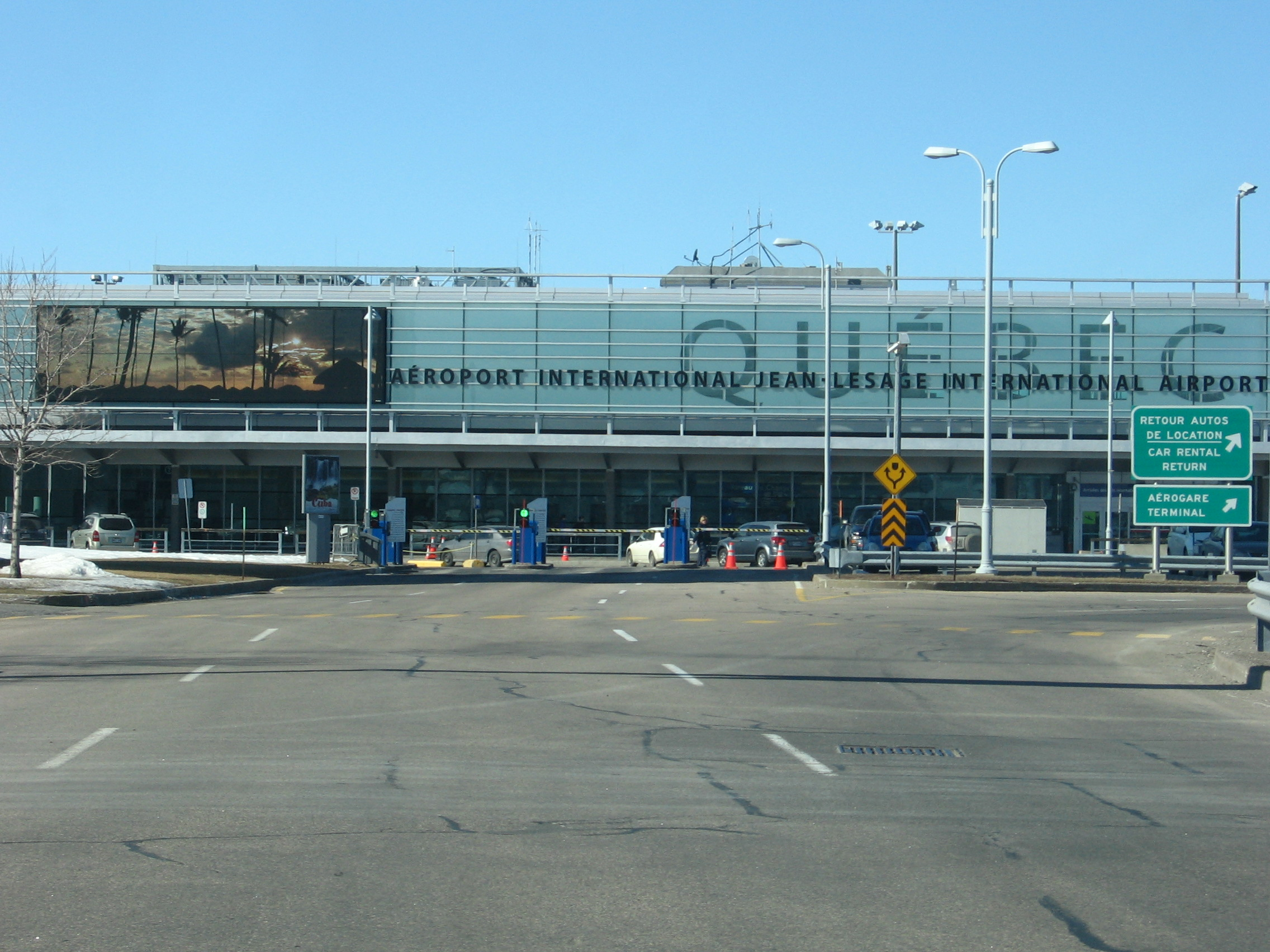
Aéroport International Jean-Lesage

Le « Plan directeur 2005-2025 » de l'Aéroport international Jean-Lesage de Québec comprend cinq volets principaux :
En 2006, l'aéroport dévoile un important projet d'investissement dans la modernisation de ses installations pour un montant de 65 millions de dollars canadiens (CAD). Les travaux doivent se poursuivre jusqu'en 2008, coïncidant avec date de célébration des fêtes du 400e anniversaire de la ville de Québec.
Le 19 avril 2006, on annonce qu'une nouvelle compagnie aérienne venait de voir le jour, Vacances Maëstro. Vacances Maëstro voulait offrir, à partir du 19 décembre 2006, des vols à partir de Québec et vers Québec, dans toutes les grandes villes européennes, américaines et canadiennes. Au total, 17 destinations furent offertes aux voyageurs.  Son existence fut de courte durée, prenant fin à sa fermeture le 7 mars 2007.
Parallèlement, Sunwing Airlines offre, à compter du 19 décembre 2006, des vols hebdomadaires vers Cuba (La Havane, Varadero), l'île de La Romana en  République dominicaine, les villes de Panama au Panama (depuis le 20 décembre 2012) et Fort Lauderdale dans l'état de la Floride.
De plus, CanJet Airlines propose, dès le 18 décembre 2006, un vol hebdomadaire à destination de la station balnéaire de Cancún au Mexique et de Montego Bay en Jamaïque.

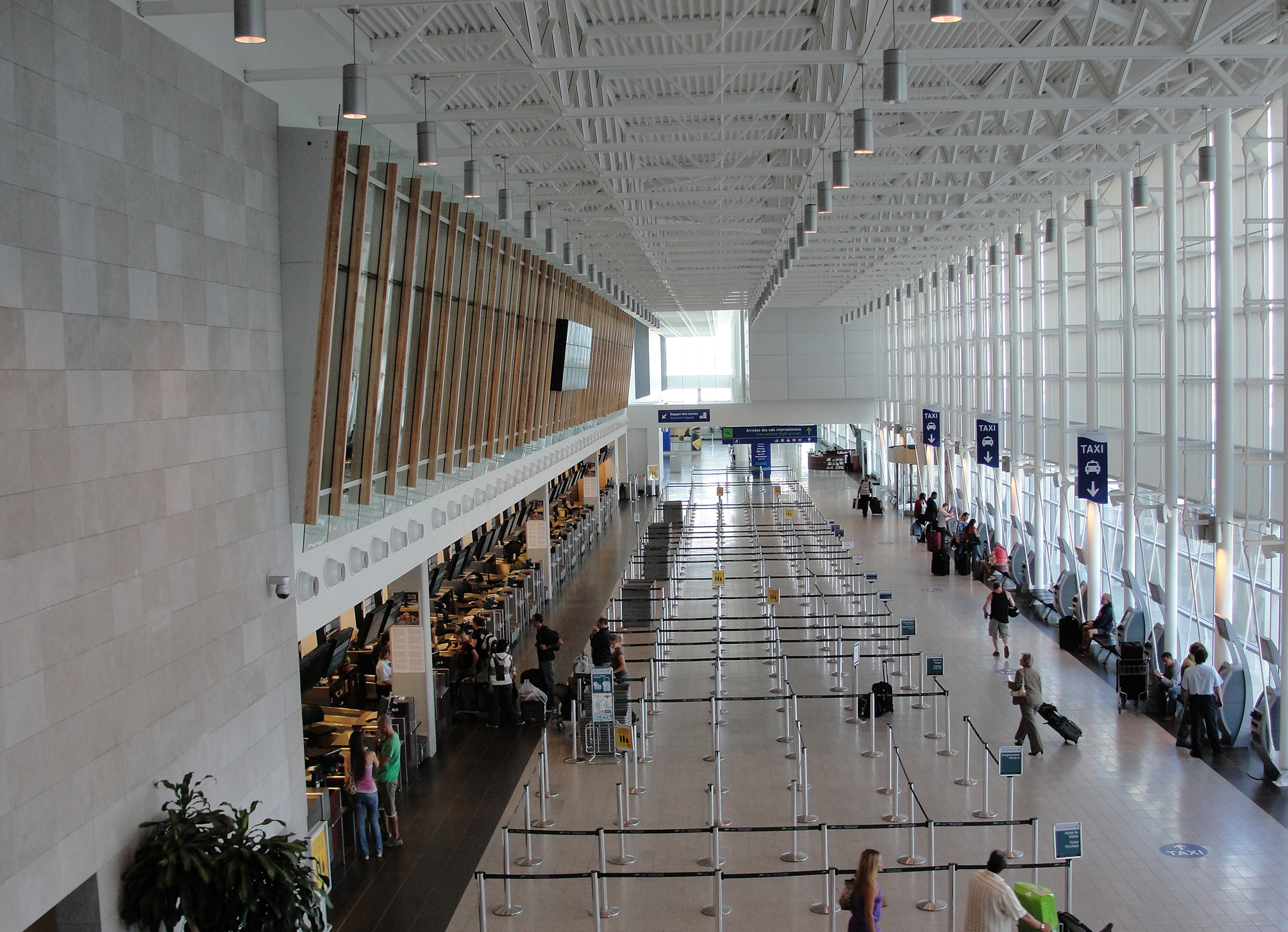
Une nouvelle aérogare est inaugurée en 2008.

La nouvelle aérogare, plus moderne et conviviale, a été inaugurée le 12 juin 2008. Par la même occasion, un nouveau logo et une nouvelle appellation ont été dévoilés.
En décembre 2008, l'aéroport international Jean-Lesage de Québec a atteint pour la première fois le cap d'un million de passagers. Le 19 septembre 2013, en raison de la déclinaison magnétique, l'orientation de la piste 12-30 est modifiée, pour devenir officiellement la piste 11-29.

#### Projets et agrandissements
L'année 2014 voit la démolition de plusieurs bâtiments à l'est du terminal principal. En effet, la caserne des pompiers aéroportuaires, divers FBO et le garage d'entretien sont détruits complètement et relocalisés sur différents sites spécialement aménagés sur les terrains de l'aéroport. Ainsi, l'espace vacant permis l'expansion du terminal et de sa partie internationale. Les travaux commencèrent en avril 2015 et se sont échelonnés sur une période d'environ trois ans. De plus, 2014 marque l'arrivée du 1,5 millionième passager, un nouveau record pour l'aéroport Jean-Lesage. Un nouveau  stationnement étagé a également fait son apparition pour répondre à la demande constante des usagers. L'année 2015 marque le début de la deuxième phase d'agrandissement des installations de l'aéroport. Au coût de 250 millions de dollars, les investissements réalisés par ADQ, les paliers provinciaux et fédéraux permirent d'agrandir les installations internationales qui opéraient au-delà de leurs capacités. 
Au programme, une réfection et un doublement de la superficie du terminal déjà existant et de la zone internationale afin de répondre à la demande toujours croissante des usagers. Cette expansion permis notamment l'ajout de carrousels à bagages pour les vols internationaux, des douanes réaménagées, une offre bonifiée et diversifiée de restauration, quatre nouvelles barrières d'embarquement pouvant accueillir des gros-porteurs, une réfection du linéaire pour optimiser la fluidité des utilisateurs en plus d'une salle à bagage plus grande et plus efficace pour les compagnies aériennes. 

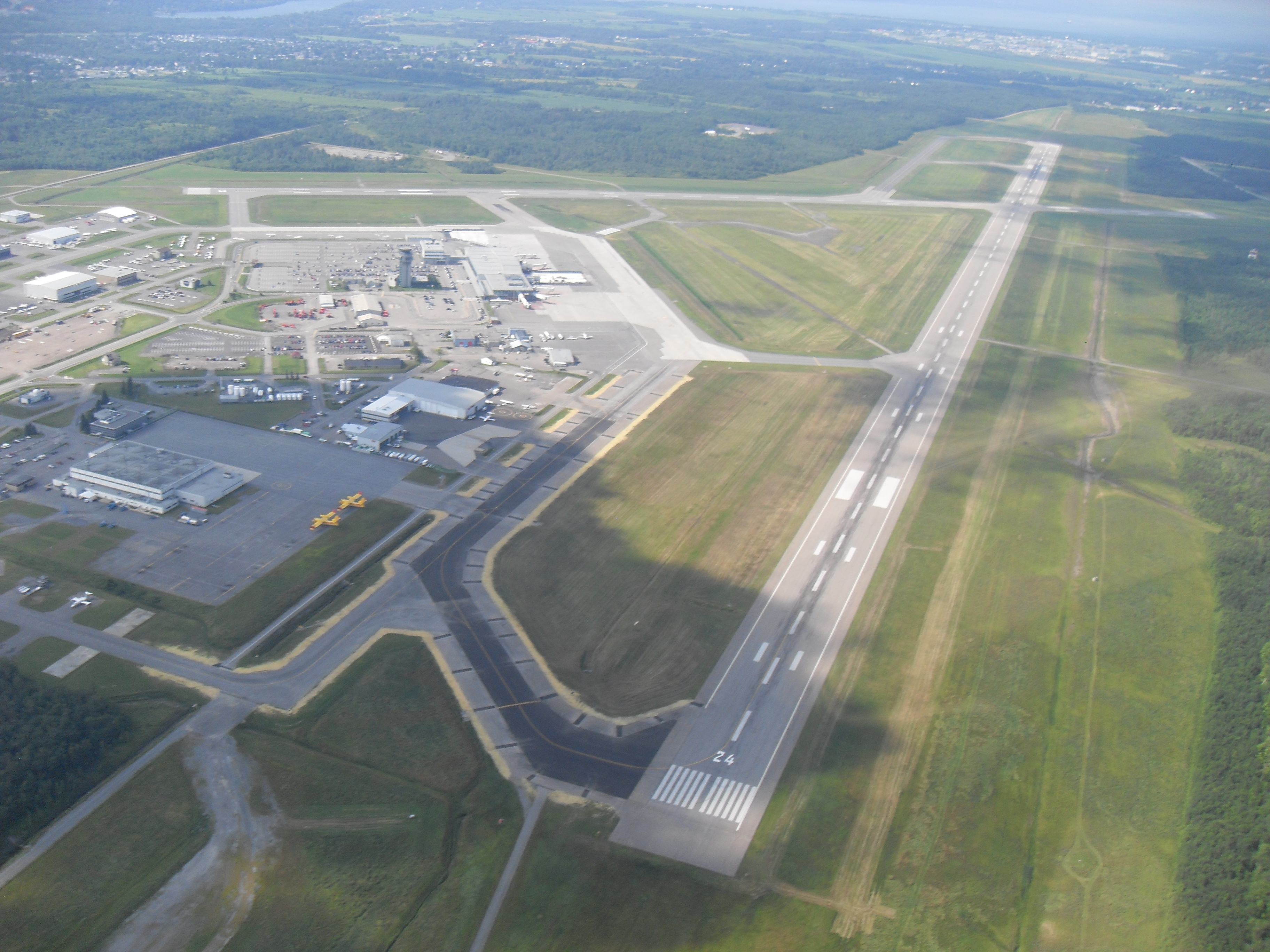
Vue aérienne de l'aéroport.

Cette phase physique d'agrandissement est également intimement reliée à une arrivée de nouvelles technologies visant à bonifier l'expérience passager. Des bornes d'enregistrement, de dédouanement automatisé et un système de dépôt des bagages libre-service, de nouveaux systèmes électroniques pour les compagnies aériennes, des stations de recharge pour les appareils mobiles en plus de systèmes de communication et d'affichage dynamique ont fait leur apparition en 2018 dans l'ensemble du terminal afin de mettre YQB aux standards internationaux des grands aéroports.
En plus des agrandissements et de la modernisation des équipements, ADQ a fait de nombreux travaux d'entretiens sur les installations déjà en place. La réfection de certaines voies de circulations, plus larges et adaptées à de gros appareils, le resurfaçage de la piste principale (06/24) lors des étés 2017 et 2018, la mise aux normes des ponts d'embarquement déjà existants et l'aménagement d'un centre de dégivrage dernier cri en sont un bon exemple.
Des travaux sont prévus jusqu’à 2024.

## Pistes
Deux pistes sont présentes à l'aéroport Jean-Lesage, soit la piste 06/24, longue de 2 743 mètres/9000 pieds, et la piste 11/29, longue de 1 737 mètres/5700pieds. La piste 06/24 est la piste principale de l'aéroport de Québec, tandis que la piste 11/29, est utilisée de façon moins fréquente. D'importants travaux d'entretiens sont prévus lors des étés 2017 et 2018 sur la piste principale 06/24.  
Beaucoup de « plane spotters » viennent à l’aéroport de Québec. L’aéroport les a inclus dans son plan de sécurité. Il offre un petit espace pour les familles qui veulent observer les avions ou les « plane spotters » au bout de la piste 24. L'aéroport a aussi son propre règlement pour le « plane Spotting ».
En hiver le « Spotting » devient beaucoup plus facile, car il y a une grosse bute de neige proche de la piste d’une dizaine de mètres de haut qui permet d’avoir une bonne vue sur les avions, mais il fait très froid en raison du vent qui la balaye.

## Compagnies et destinations

### Passagers
| Compagnies         | Destinations |
| ------------------ | --- |
| Air Canada         | En saison : Martinique A. Césaire (débute le 7 décembre 2025), Vancouver |
| Air Canada Express | Ottawa (Macdonald-Cartier) |
| Air Canada Rouge   | Montréal (P.-E.-Trudeau), Toronto (Pearson) En saison : Cancún, Fort Lauderdale-Hollywood, Orlando, Punta Cana |
| Air France         | En saison : Paris-Charles de Gaulle |
| Air Inuit          | Kuujjuaq (Fort Chimo), Montréal (P.-E.-Trudeau), Schefferville, Sept-Îles |
| Air Transat        | Cancún, Fort Lauderdale-Hollywood, Paris-Charles de Gaulle, Punta Cana En saison : - Cayo Coco (J. del Rey), - Guadeloupe - Maryse Condé (débute le 18 février 2026), - Holguín-F. País, - Martinique A. Césaire (débute le 14 décembre 2025), - Montréal (P.-E.-Trudeau), - Orlando, - Puerto Plata - Gregorio Luperón, - Puerto Vallarta, - Samaná-El Catey, - Santa Clara-A. Santamaría, - Varadero-J.-G.-Gómez                                                          |
| American Eagle     | En saison : Charlotte-Douglas, Chicago-O'Hare, Dallas-Fort Worth, Philadelphie |
| PAL Airlines       | Gaspé (Michel Pouliot), Les Îles-de-la-Madeleine, Montréal (P.-E.-Trudeau), Sept-Îles, Wabush |
| Pascan Aviation    | Bonaventure, Gaspé (Michel Pouliot), Les Îles-de-la-Madeleine, Montréal (Saint-Hubert) |
| Porter Airlines    | Toronto (Billy Bishop) |
| United Express     | Newark-Liberty En saison : Chicago-O'Hare |
| WestJet            | Cancún, Cayo Coco (J. del Rey), Punta Cana, Varadero-J.-G.-Gómez En saison : Calgary, Cayo Largo-Vilo Acuña (en) (débute le 11 décembre 2025), Holguín-F. País (débute le 7 décembre 2025), Montego Bay-Donald Sangster (débute le 6 décembre 2025), Puerto Plata - Gregorio Luperón (débute le 28 octobre 2025), Puerto Vallarta (débute le 30 novembre 2025), San Andrés-G. R. Pinilla (débute le 8 décembre 2025), Santa Clara-A. Santamaría (débute le 29 octobre 2025) |

Actualisé le 1/04/2025

### Cargo
| Compagnies            | Destinations       |
| --------------------- | ------------------ |
| Pascan Aviation (UPS) | Montréal (Mirabel) |

## Statistiques de l'aéroport
En 2010, l'aéroport international Jean-Lesage s'est classé au 111e rang des aéroports nord-américains en termes de trafic passager avec plus de 1,19 million de passagers qui y ont transité.

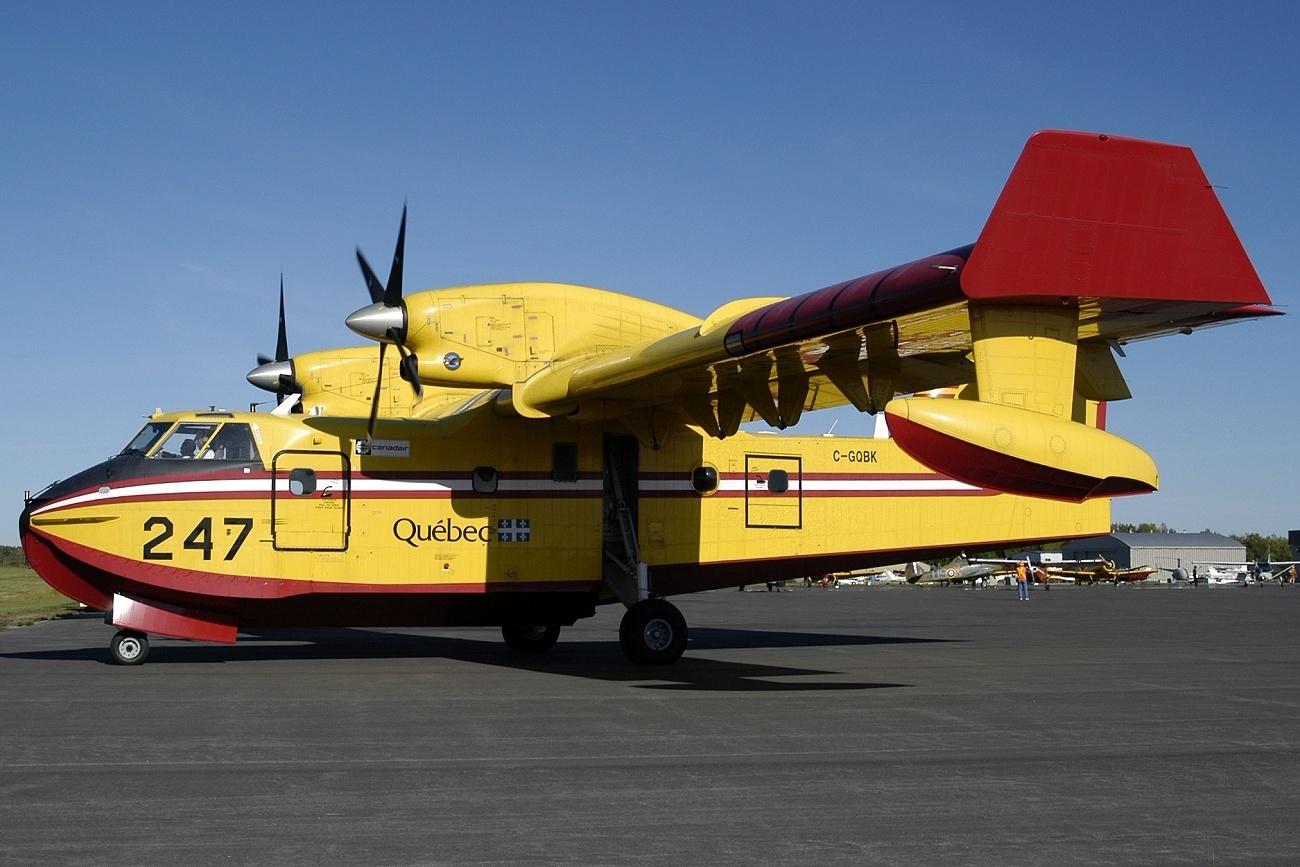
CL-415 destiné à la lutte des incendies de forêts

Le graphique qui aurait dû être présenté ici ne peut pas être affiché car il utilise l'ancienne extension Graph, désactivée pour des questions de sécurité. Des indications pour créer un nouveau graphique avec la nouvelle extension Chart sont disponibles ici.

Voir la requête brute et les sources sur Wikidata.
| Année         | 2000    | 2001    | 2002    | 2003    | 2004     | 2005    | 2006    | 2007     | 2008      | 2009      | 2010      | 2011      | 2012      | 2013      | 2014      | 2015      | 2016      | 2017      |
| ------------- | ------- | ------- | ------- | ------- | -------- | ------- | ------- | -------- | --------- | --------- | --------- | --------- | --------- | --------- | --------- | --------- | --------- | --------- |
| Passagers     | 672 829 | 642 995 | 607 920 | 625 980 | 711 323  | 771 043 | 779 587 | 877 274  | 1 022 862 | 1 035 026 | 1 190 088 | 1 313 432 | 1 342 840 | 1 403 466 | 1 510 047 | 1 584 713 | 1 615 750 | 1 670 880 |
| Variation     |         | - 4,4 % | - 5,5 % | + 3,0 % | + 13,6 % | + 8,4 % | + 1,1 % | + 12,5 % | + 16,7 %  | + 1,2 %   | + 15,0 %  | + 10,4 %  | + 2,2 %   | + 4,5 %   | + 7,6 %   | + 2,4 %   | + 2,7 %   | + 3,4 %   |
| Rang (Canada) | N.D     | N.D     | N.D     | N.D     | N.D      | N.D     | N.D     | N.D      | 13        | 12        | 12        | 12        | 12        | 13        | 13        | 12        | 12        |           |

## Service aérien gouvernemental
L'aéroport de Québec héberge la flotte aérienne du gouvernement du Québec,qui est gérée par le Service aérien gouvernemental. Cette flotte se compose d'appareils destinés à l'évacuation aéromédicale, l'extinction d'incendies de forêts, le transport exécutif ainsi qu'à des fins policières, par le biais des hélicoptères de la Sûreté du Québec (SQ). 

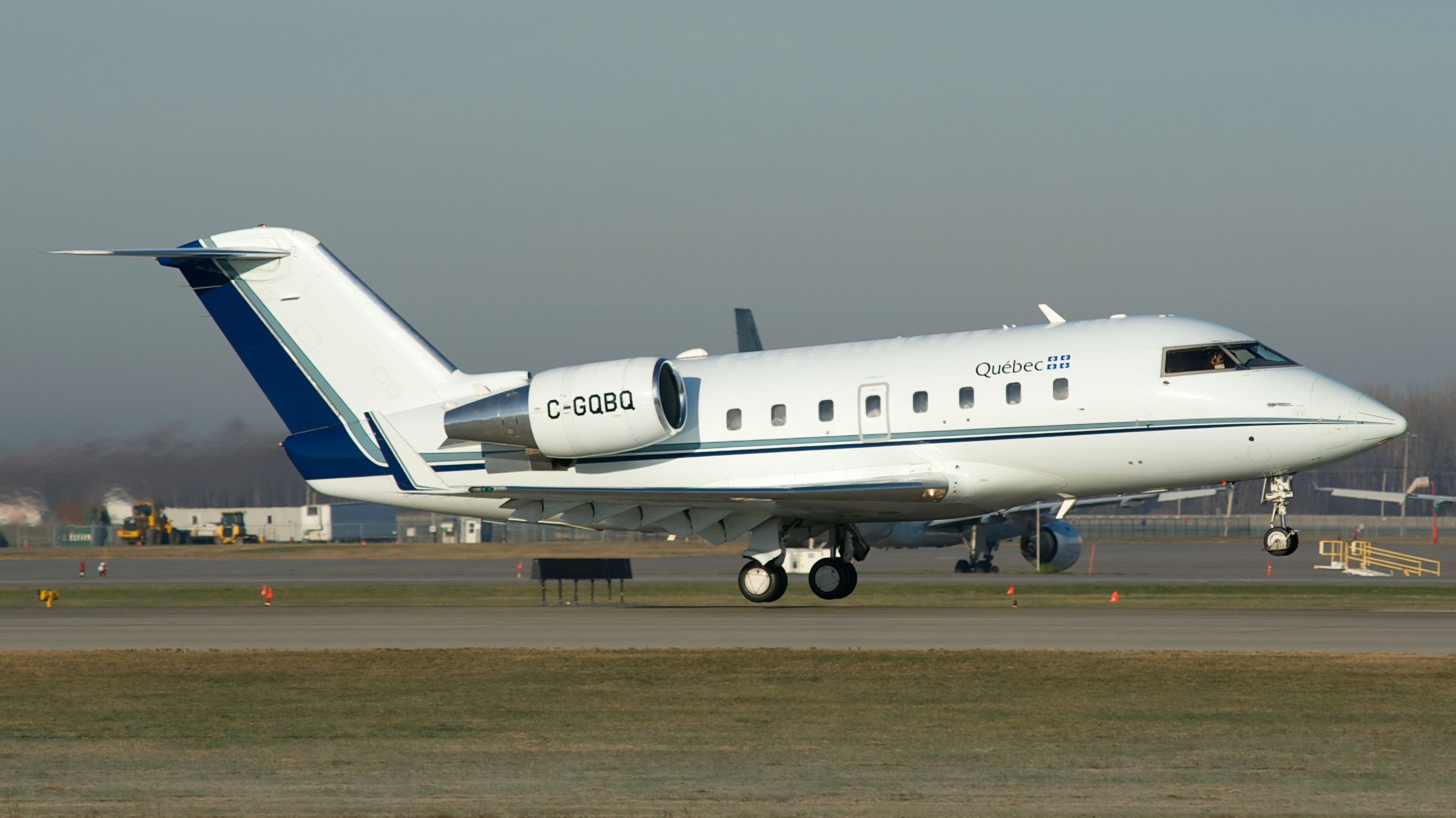
Challenger du service aérien gouvernemental, notamment utilisé pour les évacuations aéromédicales

La section de la lutte contre les incendies de forêts (SOPFEU) utilise une flotte de 14 appareils Canadair. En effet, 2 CL-215T, 4 CL-215 et 8 CL-415 combattent sur différents points d'opérations (bases) à travers le Québec lors de la saison estivale. Les équipages sont parfois appelés à se déployer dans d'autres provinces canadiennes pour aider à combattre d'importants incendies. L'automne est principalement destinée à la période des feux en Californie, le SAG envoyant 2 appareils par année pour supporter les autorités californiennes.
La section aéromédicale s'occupe de divers cas ne pouvant être traités en régions, nécessitant un transport immédiat vers les plus grands centres urbains (Montréal et Québec). Ainsi, 1 Challenger 601 s'occupe des cas urgents avec médecins et infirmiers à bord, alors que le Dash-8 effectue une navette sanitaire 5 jours semaine, ne nécessitant pas la présence de médecins à bord. Ce service est assuré 24/24, 7/7.
Le transport exécutif est assuré par le deuxième Challenger du SAG, servant principalement certains membres du gouvernement. Ce 2e appareil sert également d'appareil de rechange si le premier devient inaccessible par exemple. 
Le SAG est également responsable de la flotte de la Sûreté du Québec basée à l'Aéroport de St-Hubert. 1 Bell 206, 1 Bell 412 et 1 Airbus 145 composent cette flotte, destinée à de la surveillance aérienne mais également à de la recherche et sauvetage et du transport et de l'évacuation, notamment en cas de catastrophe naturelle, par exemple. 

## Base de compagnies aériennes
Plusieurs compagnies aériennes ou charter viennent s'installer à YQB comme Nolinor, Chrono Aviation et FedEx Express pour le cargo.

## Accidents, incidents et diversion
- Le 9 septembre 1949, le vol 108 de Canadian Pacific Airlines, un vol reliant Montréal à Baie-Comeau avec escale à Québec, s'est écrasé à l'est du centre de la ville lorsqu'une bombe a explosé dans l'avion peu de temps après le décollage de l'aéroport Jean-Lesage (autrefois connu sous le nom de l'aéroport de L'Ancienne-Lorette), à la hauteur de Cap Tourmente, tuant 19 passagers et 4 membres de l'équipage. L'incident est aujourd'hui connu sous le nom de l'affaire Albert Guay ou encore de la tragédie aérienne de Sault-au-Cochon de 1949.

- le 11 août 1970, un vol de 23 sacs de courrier est survenu après l'arrivée du vol 350 d'Air Canada. Ces sacs comprenaient des liquidités pour les succursales bancaires de la région de Québec.

- Le jour du 29 mars 1979, le vol 255 de Québecair, un petit avion Fairchild F-27, s'est écrasé après le décollage, tuant 17 personnes en blessant 7.

- Le 23 juin 2010, Un avion Beechcraft A100 King Air d'Aeropro s'est écrasé tout de suite après son décollage de l'aéroport Jean-Lesage, tuant les 7 personnes à bord de l'avion.

- Le lundi 12  novembre 2018, un Airbus A350 de Qatar Airways doit atterrir à l’aéroport international de Québec dû à un problème technique et médical[6].

- Le 17 mai 2018 un Boeing 777 d’American Airlines se pose à Québec, car un passager était en mauvais état. L’avion effectuait la route Paris(CDG)-Dallas.

- Le 22 octobre 2017, un Boeing 787 de TUI Fly se pose à l’aéroport de Québec, car une femme était sous l’effet de l’alcool. L’avion effectuait la route Manchester (MUN)-Cancún(CUN)[7]
- Au matin du 1er août 2023, un petit Cessna 152 d'entraînement de l'école de pilotage Orizon Aviation Québec s'écrase sur la piste principale 06/24, ce qui force sa fermeture pendant un peu plus de huit heures[8], et oblige des vols commerciaux à se détourner ailleurs, dont Montréal[9]. Le pilote s'en tire sain avec quelques blessures, et est transporté d'urgence à l'hôpital[10].

## Événements non-accidentels
- Le 13 avril en fin de soirée et dans les premières heures de la nuit du 14 avril 1982, plus de 2000 amateurs des Nordiques de Québec se dirigent à l'aéroport pour attendre le retour des joueurs de l'équipe. Les Nordiques ont vaincu les Canadiens de Montréal pour les éliminer dans le cadre des séries éliminatoires de la Ligue nationale de hockey de 1982 pour la première fois de leur histoire.